# Mésange à plumet noir
Baeolophus atricristatus
Espèce
Répartition géographique
Statut de conservation UICN

 LC  : Préoccupation mineure
La Mésange à plumet noir (de son nom binominal Baeolophus atricristatus) est une espèce de passereaux de la famille des paridés. Autrefois considérée comme une sous-espèce de mésange bicolore (Baeolophus bicolor), elle est reconnue en tant qu'espèce à part entière depuis 2002. Son aire de répartition englobe le sud du Texas, l'Oklahoma et le centre-est du Mexique. Des individus erratiques ont pu être observés au nord et à l'est de cette aire jusqu'à Saint-Louis dans le Missouri.

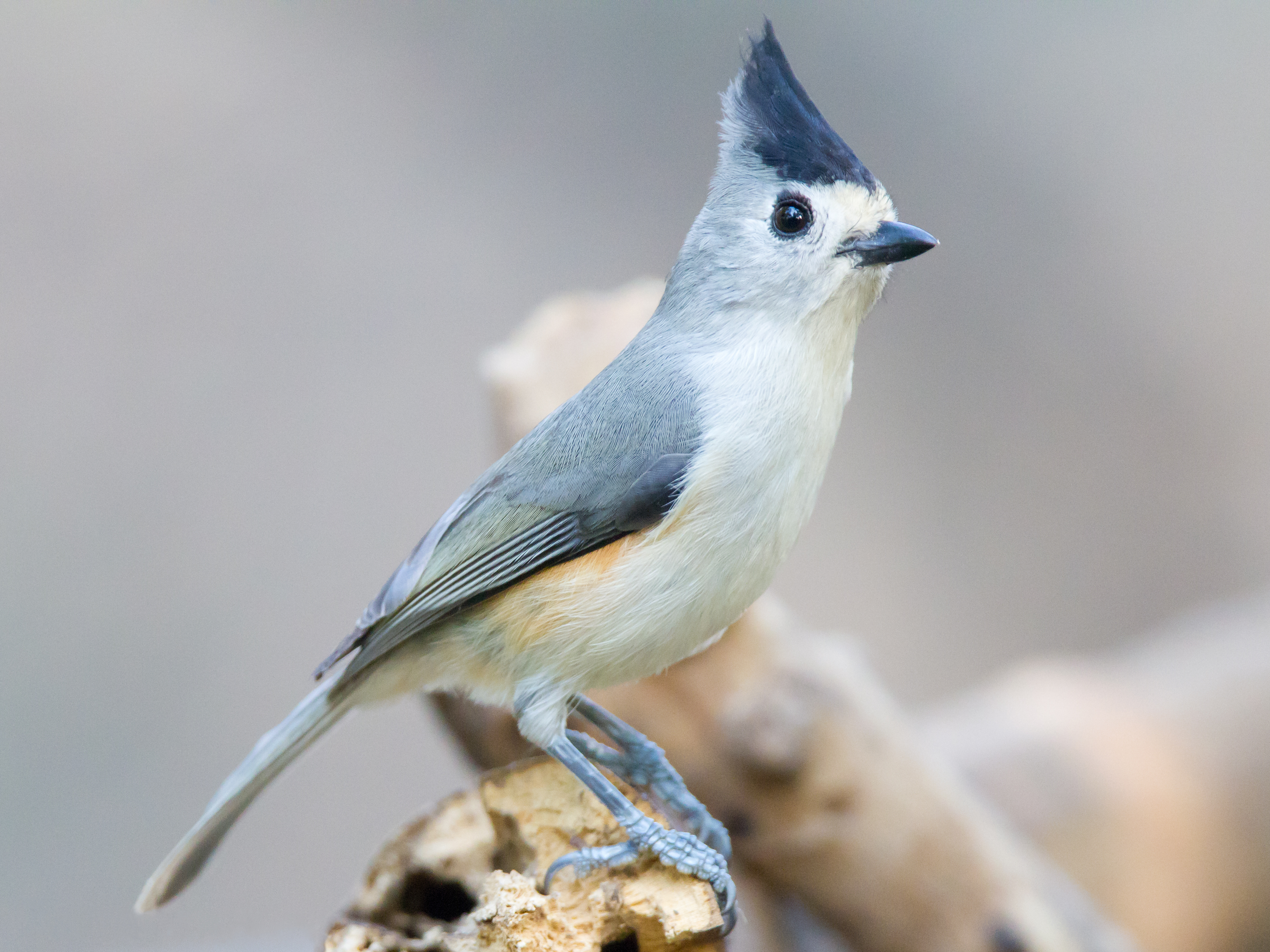
Mésange à plumet noir dans le Santa Ana National Wildlife Refuge.

Longue de 14 à 15 cm, la mésange à plumet noir présente des flancs couleur de rouille, un ventre blanchâtre et un dos et des ailes grises. Le mâle est pourvu d'une longue crête noire habituellement dressée, tandis que celle de la femelle est plus claire. L'espèce est commune dans tous les habitats arborés, quelles que soient les essences d'arbres qui y poussent et leur densité. Son cri, rendu « peter, peter, peter » en anglais, est semblable à celui de la mésange bicolore, en plus court. Son régime alimentaire se compose de baies, de noix, d'araignées, d'insectes et d'œufs d'insectes.
La mésange à plumet noir niche dans les creux d'arbres, les poteaux téléphoniques, les piquets de clôture et les nichoirs. Durant sa période de ponte, de mars à avril, elle produit entre quatre et sept œufs blancs avec des taches brun-rouge.